# Vršič-pas
De Vršič-pas ([və͡ɾˈʃiːt͡ʃ]; Italiaans: Passo della Moistrocca, Duits: Werschetzpass) op 1611 meter hoogte is de hoogste bergpas van Slovenië. De pas is gelegen in de oostelijke Julische Alpen. Over de pas loopt de regionale weg R206 tussen Kranjska Gora en Trenta. De Vršič-pas heeft 50 haarspeldbochten. Deze  staan aangeduid met bordjes, beginnende vanuit Kranjska Gora. 24 langs deze zijde, 26 langs de kant van Trenta. Russische krijgsgevangenen legden de pas tussen 1914–1916 als militaire weg aan door het Isonzodal. Meer dan 400 kwamen bij een lawine in maart 1916 om.
Op een hoogte van 1620 meter ligt de berghut Tičarjev Dom. Hier begint een wandelroute van circa 15–20 minuten naar de berghut Postarski Dom (1688 m). Van hieruit is een mooi uitzicht op Prisojnik (2547 m). Ter hoogte van de achtste haarspeldbocht staat een Russische kapel. Verderop is het standbeeld van Julius Kugy. Ten zuiden van de Vršič-pas ontspringt de rivier de Soča.